# Albertirsa (nádraží)
Albertirsa je železniční stanice v maďarském městě Albertirsa, která se nachází v župě Pešť. Stanice byla otevřena v roce 1847, kdy byla zprovozněna trať mezi Budapeští a Szolnokem.

## Provozní informace
Stanice má celkem 2 nástupiště a 4 nástupní hrany. Ve stanici je možnost zakoupení si jízdenky. Trať procházející stanicí je elektrifikovaná střídavým proudem 25 kV, 50 Hz. Provozuje ji společnost MÁV.

## Doprava
Zastavují zde pouze osobní vlaky do Kecskemétu, Szolnoku a Budapešti. Projíždějí zde vnitrostátní vlaky InterCity.

## Tratě
Stanicí prochází tato trať:
- Budapešť–Cegléd–Szolnok (MÁV 100a)

## Galerie

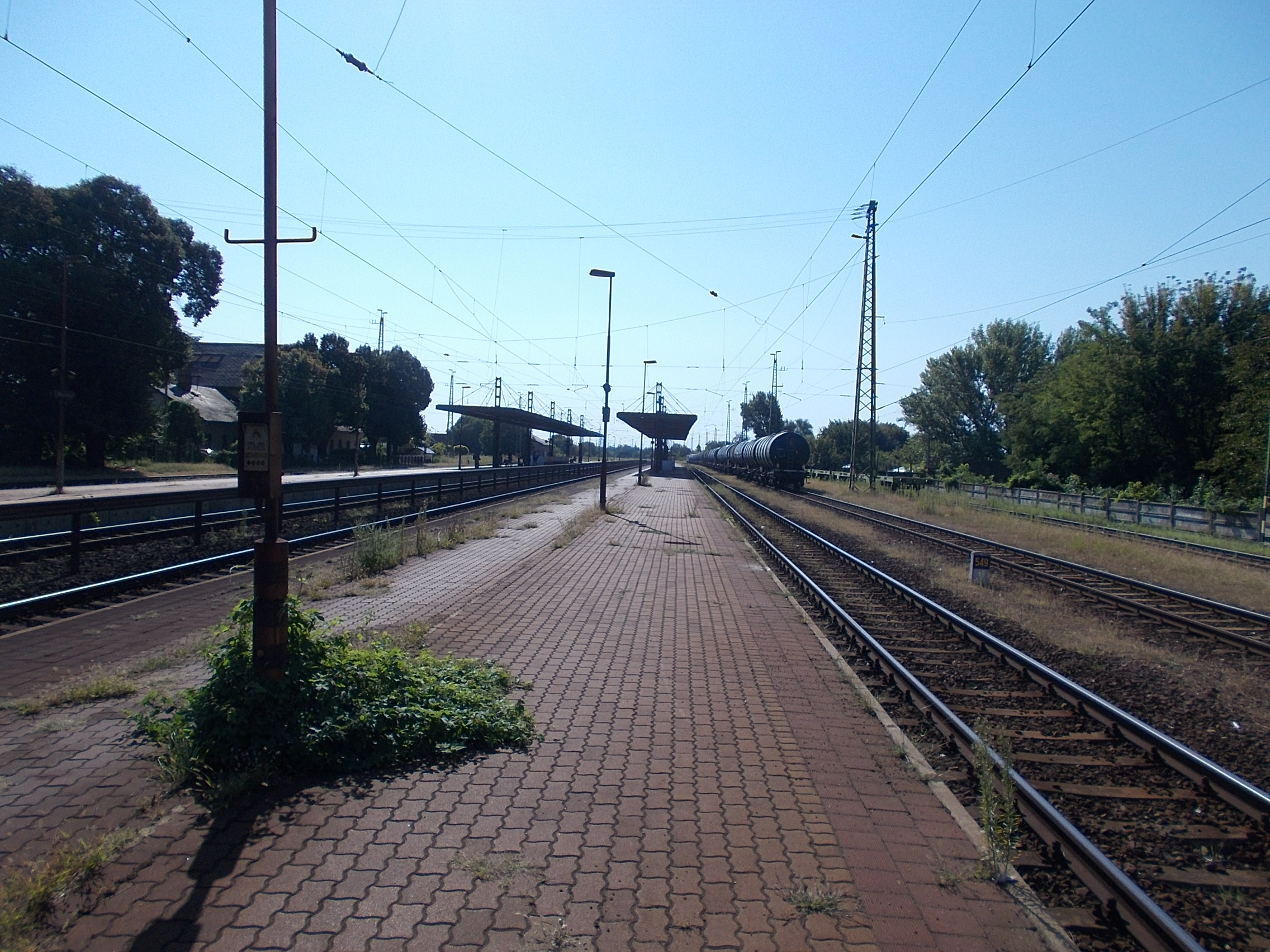
Pohled na nástupiště
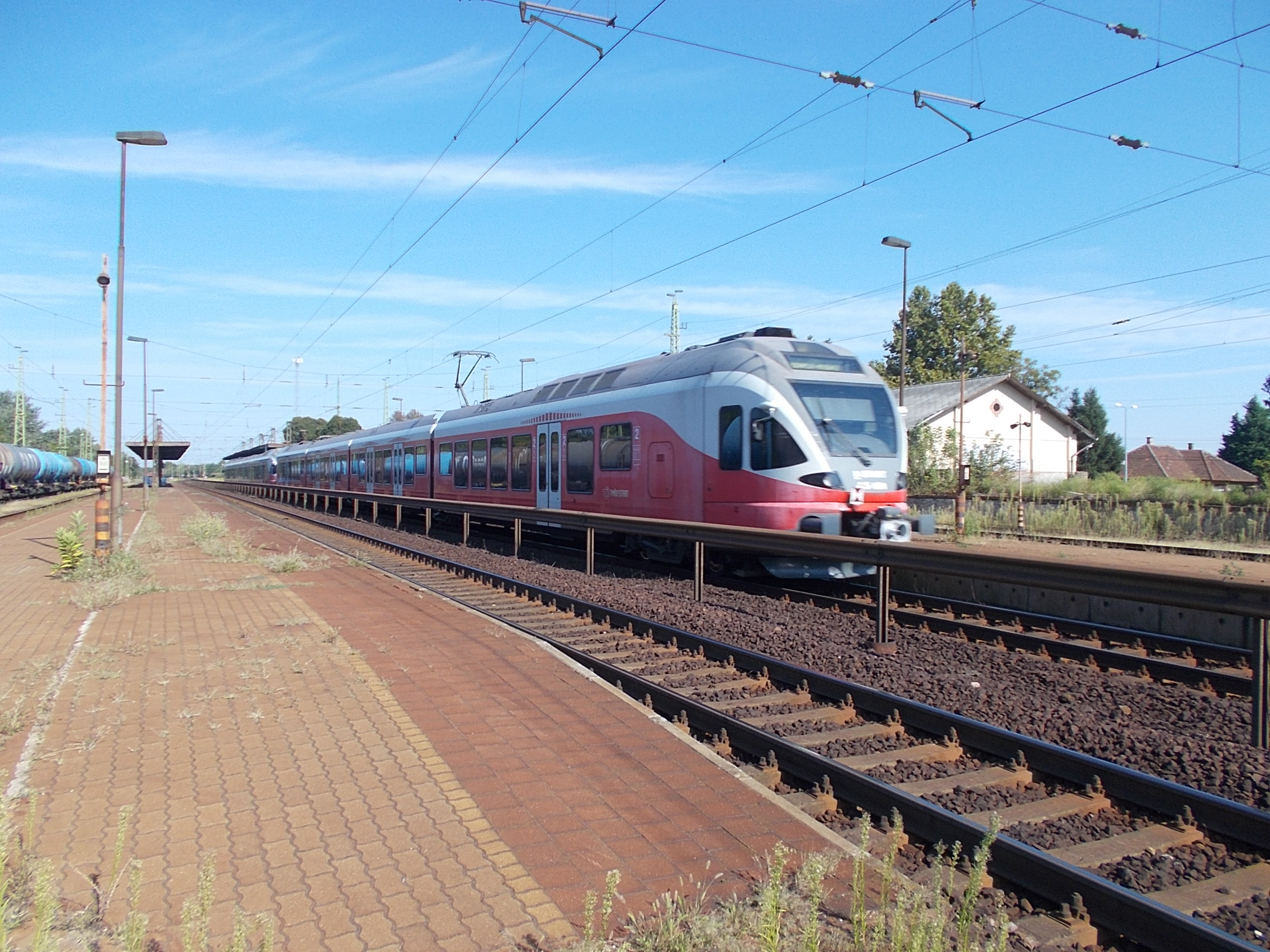
Osobní vlak ve stanici
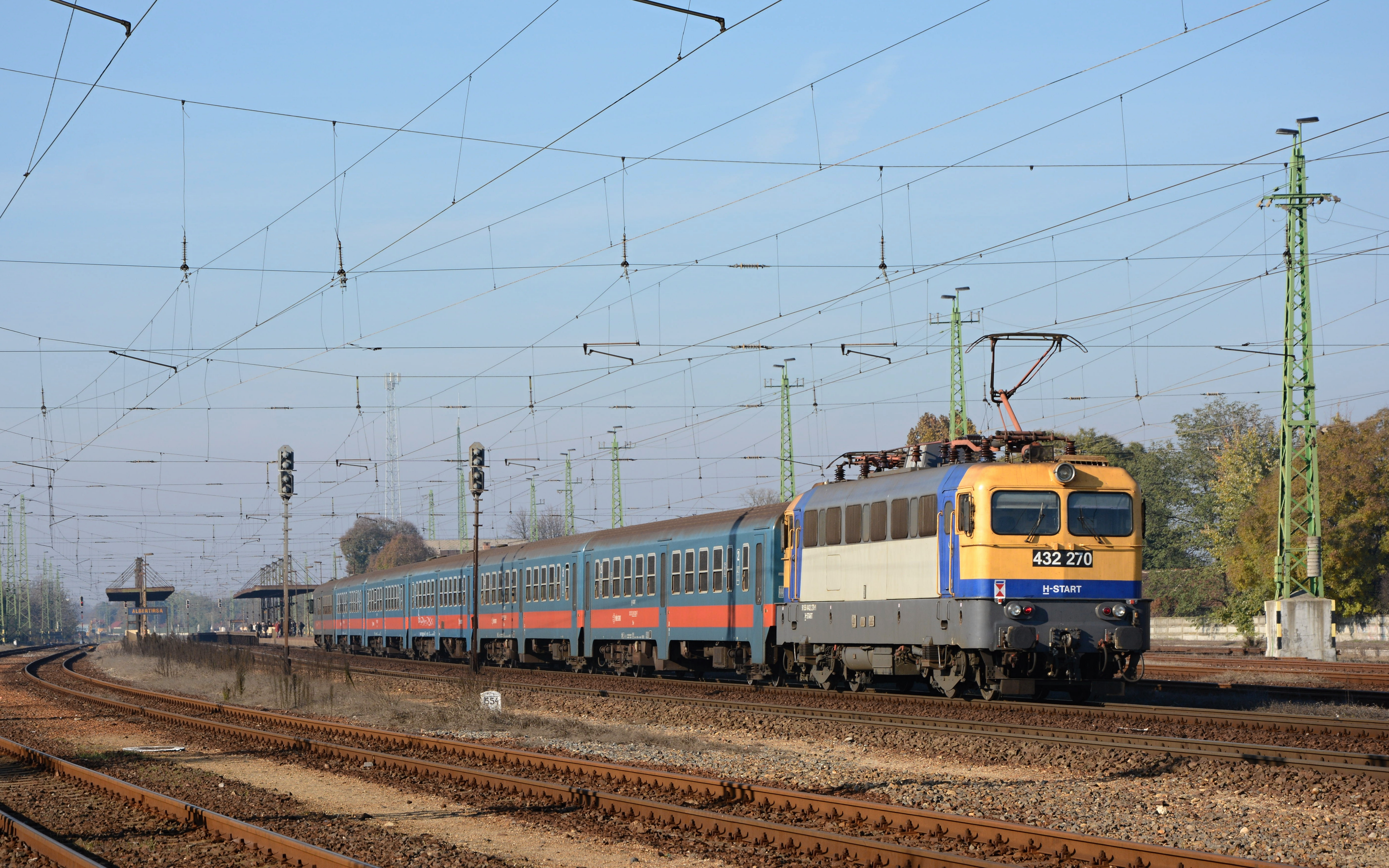
Osobní vlak přijíždí do stanice